# Élections cantonales de 1949 dans l'Ardèche
Les élections cantonales de 1949 eurent lieu les 20 et 27 mars 1949. Le mode de scrutin utilisé fut le scrutin uninominal majoritaire à deux tours.

## Le scrutin dans les différents cantons

### Annonay

#### Résultats
- Premier tour

|              | Parti       | Nombre de voix | Résultats |
| Joseph Fabre | PPUS        | 3100           | 29,53 %   |
| Verdier      | PCF         | 2597           | 24,74 %   |
| Jean Duclos  | CNIP        | 2047           | 19,50 %   |
| Paul Albert  | Indépendant | 1179           | 11,23 %   |
| Marcel Dumas | SFIO        | 939            | 8,94 %    |
| Aimé Sibille | RPF         | 636            | 6,06 %    |

- Second tour

|              | Parti | Nombre de voix | Résultats |
| Joseph Fabre | PPUS  | 7 224          | 71,13 %   |
| Verdier      | PCF   | 2932           | 28,87 %   |

### Saint-Félicien

#### Résultats
- Premier tour

|                  | Parti | Nombre de voix | Résultats |
| Gérard de Sailly | MRP   | 1 689          | 71,15%    |
| Alphonse Grand   | RPF   | 382            | 16,09 %   |
| Louis Jomard     | PCF   | 303            | 12,76 %   |

### Viviers

#### Résultats
- Second tour

|             | Parti | Nombre de voix | Résultats |
| Paul Avon   | SFIO  | 3 041          | 54,56 %   |
| Henri Chaze | PCF   | 2831           | 45,43 %   |
| Royanez     | RPF   | 1              | 0,01 %    |